# 茅贡镇
茅贡镇，是中华人民共和国贵州省黔东南苗族侗族自治州黎平县下辖的一个乡镇级行政单位。
2015年12月8日，贵州省人民政府批复同意撤销茅贡乡建制，设置茅贡镇，撤乡设镇后行政区域和政府驻地不变。

## 行政区划
茅贡镇下辖以下地区：
茅贡社区、茅贡村、中闪村、额洞村、地扪村、腊洞村、樟洞村、寨头村、寨南村、寨母村、流芳村、高近村、登岑村、罗大村、已炭村和蚕洞村。

## 中国传统村落
- 2012年12月，蚕洞村、冲寨、登岑村、地扪村、高近村、流芳村、寨头村被评为首批“中国传统村落”。
- 2013年8月，额洞村、寨南村、汉寨被评为第二批中国传统村落。